# Cerkasivka, raionul Poltava, regiunea Poltava
Cerkasivka (în ucraineană Черкасівка) este localitatea de reședință a comunei Cerkasivka din raionul Poltava, regiunea Poltava, Ucraina.

## Demografie
Componența lingvistică a localității Cerkasivka
     Ucraineană (92,88%)
     Rusă (6,5%)
Conform recensământului din 2001, majoritatea populației localității Cerkasivka era vorbitoare de ucraineană (92,88%), existând în minoritate și vorbitori de rusă (6,5%).